# Универсальный артист
«Универсальный артист» — музыкальная телепрограмма «Первого канала», выходившая в эфир в 2013 году. Российская версия норвежского телешоу Stjernekamp, вошедшего в каталог форматов продюсерской компании Endemol под названием «The Ultimate Entertainer». Суть проекта состоит в том, что восемь разножанровых исполнителей, выступая в различных музыкальных стилях, соревнуются между собой за звание универсального артиста. Производитель: компания «ВайТ Медиа» (до этого выпустившая на «Первом канале» проект «Один в один!»).

## Формат и особенности проекта
Каждый выпуск программы посвящён определённому направлению в музыке. От участников требовалось органично и ярко проявить себя в несвойственных им амплуа. Работая с музыкантами, педагогами по вокалу, хореографами и танцорами, каждый участник проекта стремился создать зрелищный номер в новом для себя стиле. Выступления оценивал совет из четырёх экспертов — представителей заявленного музыкального жанра. В финальном шоу по итогам всех выступлений определился победитель, набравший наибольшее количество баллов и завоевавший таким образом звание универсального артиста.
Формат предполагал участие только знаменитых исполнителей, так как цель проекта — узнать, насколько звёзды и мэтры эстрады способны менять свой сценический образ, проявлять себя в разных музыкальных стилях. Акцент делался не на физической трансформации артиста с помощью грима или изменения голоса (как в шоу «Один в один!»), а на жанровом перевоплощении.
Все участники исполняли песни «вживую», без фонограммы. 
Хореограф и режиссёр-постановщик проекта — Мигель.
Аналитики отметили, что рейтинговые показатели «Универсального артиста» оказались значительно ниже предшественника — программы «Один в один!». При этом повышенный интерес телезрителей наблюдался во время показа выпуска, посвящённого шансону.

## Участники проекта
- Батишта — хип-хоп;
- Варвара — фолк, поп-фолк;
- Сергей Галанин — рок;
- Лариса Долина — джаз;
- Теона Дольникова — мюзикл;
- Сергей Лазарев — поп-музыка;
- Денис Майданов — шансон;
- Людмила Сенчина† — советская песня.

## Критика
По мнению журналиста газеты «Труд», шоу интересно процессом слома музыкальных стереотипов:

Никаких масок, никаких подражаний. Перед тобой поставлено условие: сегодня ты поешь поп, в следующий раз — рок, потом — шансон: Выбери песню и делай с ней что хочешь. Если что, специалисты помогут.<…> Мы привыкли ассоциировать определенные жанры только с нашими исполнителями. И если среди попсы много бесталанных кумиров, то именно с ними мы ассоциируем и весь жанр. А если в рокерах кто-то обнаруживает слишком много агрессии, то и у них складывается определенный стереотип по отношению к этой музыке.— Сергей Беднов, газета «Труд»
Отар Кушанашвили подверг критике недостаточную компетентность членов жюри. 

Децл, судящий Долину, это сильно, сильнее даже Депардье, танцующего лезгинку.— Отар Кушанашвили, Собеседник.ru

## Список серий

### 1 серия (23 июня 2013) — «Поп-музыка»
| № | Участник         | Исполнитель оригинала | Песня                        | Николай Расторгуев | Виктор Дробыш | Лайма Вайкуле | Владимир Матецкий | Закрытое голосование | Итого |
| - | ---------------- | --------------------- | ---------------------------- | ------------------ | ------------- | ------------- | ----------------- | -------------------- | ----- |
| 1 | Людмила Сенчина  | Верка Сердючка        | Дольче Габбана               | Да                 | Да            | Да            | Да                | —                    | 4     |
| 2 | Сергей Лазарев   | Мадонна               | Like a Prayer                | Да                 | Да            | Да            | Да                | +1                   | 5     |
| 3 | Лариса Долина    | Юрий Антонов          | Для меня нет тебя прекрасней | Нет                | Нет           | Да            | Нет               | —                    | 1     |
| 4 | Батишта          | Том Джонс             | Sex Bomb                     | Нет                | Нет           | Да            | Нет               | −4                   | -3    |
| 5 | Теона Дольникова | Дима Билан            | На берегу неба               | Да                 | Да            | Да            | Да                | —                    | 4     |
| 6 | Сергей Галанин   | Алла Пугачёва         | Не отрекаются, любя          | Да                 | Да            | Да            | Да                | +3                   | 7     |
| 7 | Денис Майданов   | Влад Сташевский       | Позови меня в ночи           | Да                 | Нет           | Да            | Да                | —                    | 3     |
| 8 | Варвара          | Шакира                | La Tortura                   | Да                 | Да            | Да            | Нет               | —                    | 3     |

Общий счёт после первой серии:
1. Сергей Галанин — 7 баллов
2. Сергей Лазарев — 5 баллов
3. Теона Дольникова, Людмила Сенчина — 4 балла
4. Варвара, Денис Майданов — 3 балла
5. Лариса Долина — 1 балл
6. Батишта — −3 балла

### 2 серия (30 июня 2013) — «Шансон»
| № | Участник         | Исполнитель оригинала      | Песня                         | Сергей Трофимов | Стас Михайлов | Любовь Успенская | Игорь Саруханов | Закрытое голосование | Итого |
| - | ---------------- | -------------------------- | ----------------------------- | --------------- | ------------- | ---------------- | --------------- | -------------------- | ----- |
| 1 | Теона Дольникова | Григорий Лепс              | Рюмка водки на столе          | Да              | Да            | Да               | Да              | +3                   | 7     |
| 2 | Сергей Галанин   | Александр Розенбаум        | Ау                            | Да              | Да            | Да               | Да              | +1                   | 5     |
| 3 | Сергей Лазарев   | Михаил Круг                | Владимирский централ          | Да              | Нет           | Да               | Да              | —                    | 3     |
| 4 | Людмила Сенчина  | Вилли Токарев              | Чубчик кучерявый              | Да              | Да            | Да               | Да              | —                    | 4     |
| 5 | Батишта          | Александр Панкратов-Черный | А ну-ка убери свой чемоданчик | Да              | Да            | Нет              | Нет             | −4                   | −2    |
| 6 | Варвара          | Елена Ваенга               | Абсент                        | Нет             | Да            | Да               | Нет             | —                    | 2     |
| 7 | Лариса Долина    | Александр Розенбаум        | Маруся завязала               | Да              | Да            | Да               | Да              | —                    | 4     |
| 8 | Денис Майданов   | Владимир Высоцкий          | Баллада о борьбе              | Да              | Да            | Да               | Да              | —                    | 4     |

Общий счёт по результатам двух серий:
1. Сергей Галанин — 12 баллов
2. Теона Дольникова — 11 баллов
3. Людмила Сенчина; Сергей Лазарев — 8 баллов
4. Денис Майданов — 7 баллов
5. Лариса Долина; Варвара — 5 баллов
6. Батишта — −5 баллов

### 3 серия (7 июля 2013) — «Мюзикл»
| № | Участник         | Исполнитель оригинала | Песня              | Алексей Рыбников | Мария Максакова | Филипп Киркоров | Владимир Матецкий | Закрытое голосование | Итого |
| - | ---------------- | --------------------- | ------------------ | ---------------- | --------------- | --------------- | ----------------- | -------------------- | ----- |
| 1 | Теона Дольникова | Кэтрин Зета-Джонс     | And All That Jazz  | Да               | Да              | Да              | Да                | —                    | 4     |
| 2 | Людмила Сенчина  | Даниэль Ликари        | Шербурские зонтики | Нет              | Да              | Да              | Нет               | —                    | 2     |
| 3 | Сергей Лазарев   | Дамьен Сарг           | J’ai peur          | Да               | Да              | Да              | Да                | +4                   | 8     |
| 4 | Батишта          | Андрей Миронов        | Белеет мой парус   | Нет              | Да              | Да              | Нет               | −1                   | 1     |
| 5 | Варвара          | Элейн Пейдж           | Memory             | Нет              | Да              | Да              | Нет               | −1                   | 1     |
| 6 | Денис Майданов   | Павел Смеян           | Непогода           | Да               | Да              | Да              | Да                | —                    | 4     |
| 7 | Сергей Галанин   | Ноль                  | Человек и кошка    | Да               | Нет             | Да              | Да                | −2                   | 1     |
| 8 | Лариса Долина    | Лайза Миннелли        | Life is a Cabaret  | Да               | Да              | Да              | Да                | —                    | 4     |

Общий счёт по результатам трёх серий:
1. Сергей Лазарев — 16 баллов
2. Теона Дольникова — 15 баллов
3. Сергей Галанин — 13 баллов
4. Денис Майданов — 11 баллов
5. Людмила Сенчина — 10 баллов
6. Лариса Долина — 9 баллов
7. Варвара — 6 баллов
8. Батишта — −4 балла

### 4 серия (14 июля 2013) — «Хип-хоп, рэп и R’n’B»
| № | Участник         | Исполнитель оригинала                                         | Песня                                                                                                | Вахтанг | Диджей Грув | Лигалайз | Децл | Закрытое голосование | Итого |
| - | ---------------- | ------------------------------------------------------------- | --- | ------- | ----------- | -------- | ---- | -------------------- | ----- |
| 1 | Людмила Сенчина  | Бьянка                                                        | Лето                                                                                                 | Да      | Да          | Да       | Да   | —                    | 4     |
| 2 | Сергей Лазарев   | Банд’Эрос                                                     | Каламбия Пикчерс не представляет                                                                     | Да      | Да          | Нет      | Нет  | —                    | 2     |
| 3 | Теона Дольникова | Серёга                                                        | Возле дома твоего                                                                                    | Да      | Да          | Да       | Нет  | —                    | 3     |
| 4 | Денис Майданов   | 30.02                                                         | Звёзды в лужах                                                                                       | Нет     | Да          | Нет      | Нет  | −4                   | −3    |
| 5 | Варвара          | Vanilla Ice                                                   | Ice Ice Baby                                                                                         | Да      | Да          | Да       | Да   | —                    | 4     |
| 6 | Сергей Галанин   | Каста                                                         | Сочиняй мечты                                                                                        | Да      | Да          | Да       | Да   | +2                   | 6     |
| 7 | Лариса Долина    | Destiny’s Child                                               | Survivor                                                                                             | Да      | Да          | Да       | Да   | —                    | 4     |
| 8 | Батишта          | Мистер Малой Мальчишник Мастер Шеff Каста Лигалайз Баста Децл | Буду погибать молодым Секс без перерыва Скорость дня На порядок выше Я знаю людей Моя игра Вечеринка | Да      | Да          | Да       | Да   | +2                   | 6     |

Общий счёт по результатам четырёх серий:
1. Сергей Галанин — 19 баллов
2. Теона Дольникова; Сергей Лазарев — 18 баллов
3. Людмила Сенчина — 14 баллов
4. Лариса Долина — 13 баллов
5. Варвара — 10 баллов
6. Денис Майданов — 8 баллов
7. Батишта — 2 балла

### 5 серия (21 июля 2013) — «Фолк»
| № | Участник         | Исполнитель оригинала | Песня                       | Сосо Павлиашвили | Екатерина Шаврина | Надежда Бабкина | Таисия Повалий | Закрытое голосование | Итого |
| - | ---------------- | --------------------- | --------------------------- | ---------------- | ----------------- | --------------- | -------------- | -------------------- | ----- |
| 1 | Денис Майданов   | Чиж & Co              | Вот пуля просвистела        | Да               | Да                | Да              | Да             | +3                   | 7     |
| 2 | Теона Дольникова | Лидия Русланова       | Валенки                     | Да               | Да                | Да              | Да             | −2                   | 2     |
| 3 | Сергей Лазарев   | Николай Сличенко      | Очи Чёрные                  | Да               | Да                | Да              | Да             | —                    | 4     |
| 4 | Людмила Сенчина  | Таисия Повалий        | Несе Галя воду              | Да               | Да                | Да              | Да             | —                    | 4     |
| 5 | Сергей Галанин   | Александр Маршал      | Чёрный ворон                | Да               | Да                | Да              | Да             | —                    | 4     |
| 6 | Батишта          | Надежда Кадышева      | Розпрягайте, хлопці, коні   | Да               | Да                | Да              | Да             | −2                   | 2     |
| 7 | Лариса Долина    | Иосиф Кобзон          | Шалом Ясэ шалом Хава Нагила | Да               | Да                | Да              | Да             | +1                   | 5     |
| 8 | Варвара          | Федор Шаляпин         | Вдоль по Питерской          | Да               | Да                | Да              | Да             | —                    | 4     |

Общий счёт по результатам пяти серий:
1. Сергей Галанин — 23 балла
2. Сергей Лазарев — 22 балла
3. Теона Дольникова — 20 баллов
4. Лариса Долина; Людмила Сенчина — 18 баллов
5. Денис Майданов — 15 баллов
6. Варвара — 14 баллов
7. Батишта — 4 балла

### 6 серия (28 июля 2013) — «Рок»[12]
Члены жюри:
| № | Участник         | Исполнитель оригинала | Песня              | Александр Иванов | Николай Носков | Шура Би-2 | Олег Скрипка | Закрытое голосование | Итого |
| - | ---------------- | --------------------- | ------------------ | ---------------- | -------------- | --------- | ------------ | -------------------- | ----- |
| 1 | Сергей Лазарев   | Звери                 | Районы-кварталы    | Да               | Да             | Да        | Да           | —                    | 4     |
| 2 | Людмила Сенчина  | Юлия Чичерина         | Ту-лу-ла           | Да               | Да             | Да        | Да           | +1                   | 5     |
| 3 | Лариса Долина    | Deep Purple           | Smoke on the Water | Да               | Да             | Да        | Да           | —                    | 4     |
| 4 | Батишта          | Гарик Сукачёв         | Эй, ямщик          | Да               | Да             | Да        | Да           | -1                   | 3     |
| 5 | Варвара          | Pink                  | Trouble            | Да               | Да             | Да        | Да           | —                    | 4     |
| 6 | Денис Майданов   | Кино                  | Группа крови       | Да               | Да             | Нет       | Да           | -2                   | 1     |
| 7 | Теона Дольникова | Marilyn Manson        | Rock Is Dead       | Да               | Нет            | Да        | Нет          | -1                   | 1     |
| 8 | Сергей Галанин   | Воскресение           | Кто виноват?       | Да               | Да             | Да        | Да           | +3                   | 7     |

Общий счёт по результатам шести серий:
1. Сергей Галанин — 30 баллов
2. Сергей Лазарев — 26 баллов
3. Людмила Сенчина — 23 балла
4. Лариса Долина — 22 балла
5. Теона Дольникова — 21 балл
6. Варвара — 18 баллов
7. Денис Майданов — 16 баллов
8. Батишта — 7 баллов

### 7 серия (4 августа 2013) — «Советская песня»
| № | Участник         | Исполнитель оригинала | Песня            | Вадим Мулерман | Татьяна Анциферова | Полад Бюльбюль-оглы | Андрей Дементьев | Закрытое голосование | Итого |
| - | ---------------- | --------------------- | ---------------- | -------------- | ------------------ | ------------------- | ---------------- | -------------------- | ----- |
| 1 | Теона Дольникова | Людмила Сенчина       | Золушка          | Да             | Да                 | Да                  | Да               | —                    | 4     |
| 2 | Сергей Галанин   | Синяя Птица           | Клён             | Нет            | Да                 | Нет                 | Да               | -2                   | 0     |
| 3 | Варвара          | Анна Герман           | Катюша           | Да             | Да                 | Да                  | Да               | —                    | 4     |
| 4 | Сергей Лазарев   | Юрий Антонов          | Анастасия        | Да             | Да                 | Да                  | Да               | +1                   | 5     |
| 5 | Лариса Долина    | Ирина Отиева          | Последняя поэма  | Да             | Да                 | Да                  | Да               | +3                   | 7     |
| 6 | Батишта          | Юрий Никулин          | Песня про зайцев | Да             | Да                 | Да                  | Да               | -2                   | 2     |
| 7 | Денис Майданов   | Секрет                | Привет           | Да             | Да                 | Да                  | Да               | —                    | 4     |
| 8 | Людмила Сенчина  | Майя Кристалинская    | Два берега       | Да             | Да                 | Да                  | Да               | —                    | 4     |

Общий счёт по результатам семи серий:
1. Сергей Лазарев — 31 балл
2. Сергей Галанин — 30 баллов
3. Лариса Долина — 29 баллов
4. Людмила Сенчина — 27 баллов
5. Теона Дольникова — 25 баллов
6. Варвара — 22 балла
7. Денис Майданов — 20 баллов
8. Батишта — 9 баллов

### 8 серия (11 августа 2013) — «Джаз»
| № | Участник         | Исполнитель оригинала | Песня                                         | Евгений Маргулис | Анатолий Кролл | Ирина Отиева | Игорь Бутман | Закрытое голосование | Итого |
| - | ---------------- | --------------------- | --------------------------------------------- | ---------------- | -------------- | ------------ | ------------ | -------------------- | ----- |
| 1 | Денис Майданов   | Дин Мартин            | Sway                                          | Нет              | Нет            | Нет          | Нет          | —                    | 0     |
| 2 | Людмила Сенчина  | Элла Фицджеральд      | Колыбельная страны птиц (Lullaby of Birdland) | Нет              | Нет            | Нет          | Да           | —                    | 1     |
| 3 | Сергей Лазарев   | Луи Армстронг         | Mack the Knife                                | Нет              | Нет            | Да           | Нет          | -1                   | 0     |
| 4 | Теона Дольникова | Арета Франклин        | Think                                         | Нет              | Да             | Да           | Да           | +1                   | 4     |
| 5 | Сергей Галанин   | Одри Хепбёрн          | Moon River                                    | Да               | Да             | Да           | Да           | +1                   | 5     |
| 6 | Варвара          | Кэб Кэллоуэй          | Minnie the Moocher                            | Нет              | Нет            | Нет          | Да           | -1                   | 0     |
| 7 | Батишта          | Леонид Утёсов         | Пароход                                       | Нет              | Нет            | Нет          | Нет          | -2                   | -2    |
| 8 | Лариса Долина    | Элла Фицджеральд      | Night in Tunisia                              | Да               | Да             | Да           | Да           | +2                   | 6     |

Общий счёт по результатам восьми серий:
1. Сергей Галанин; Лариса Долина — 35 баллов
2. Сергей Лазарев — 31 балл
3. Теона Дольникова — 29 баллов
4. Людмила Сенчина — 28 баллов
5. Варвара — 22 балла
6. Денис Майданов — 20 баллов
7. Батишта — 7 баллов

### 9 серия (18 августа 2013) — «Финал»
В финале артисты выступают в своих любимых жанрах, используя накопленный на проекте опыт. Вместо анонимного голосования каждый член жюри определяет лучший, по его мнению, номер эфира. Перед каждым номером демонстрируется нарезка из всех выступлений артиста.
| № | Участник         | Исполнитель оригинала | Песня                              | Анжелика Варум | Александр Кутиков | Лайма Вайкуле | Максим Фадеев | Закрытое голосование | Итого |
| - | ---------------- | --------------------- | ---------------------------------- | -------------- | ----------------- | ------------- | ------------- | -------------------- | ----- |
| 1 | Людмила Сенчина  | Людмила Сенчина       | Целую ночь соловей нам насвистывал | Да             | Да                | Да            | Да            | —                    | 4     |
| 2 | Сергей Лазарев   | Сергей Лазарев        | Keep Your Mouth Shut               | Да             | Да                | Да            | Да            | —                    | 4     |
| 3 | Варвара          | Варвара               | Грёзы любви                        | Да             | Да                | Да            | Да            | —                    | 4     |
| 4 | Денис Майданов   | Денис Майданов        | Ничего не жаль                     | Да             | Да                | Да            | Да            | —                    | 4     |
| 5 | Лариса Долина    | Джейми Каллум         | Too close for comfort              | Да             | Да                | Да            | Да            | +4                   | 8     |
| 6 | Сергей Галанин   | СерьГа                | Детское сердце                     | Да             | Да                | Да            | Да            | —                    | 4     |
| 7 | Теона Дольникова | Теона Дольникова      | Жить                               | Да             | Да                | Да            | Да            | —                    | 4     |
| 8 | Батишта          | Батишта               | Скромность                         | Да             | Да                | Да            | Да            | —                    | 4     |

Итоговый счёт по результатам проекта:
1. Лариса Долина — 43 балла — Победитель проекта
2. Сергей Галанин — 39 баллов
3. Сергей Лазарев — 35 баллов
4. Теона Дольникова — 33 балла
5. Людмила Сенчина — 32 балла
6. Варвара — 26 баллов
7. Денис Майданов — 24 балла
8. Батишта — 11 баллов

Лариса Долина в качестве победительницы проекта исполнила песню Леонида Агутина «Любовь и одиночество».